# بيل برايسون
بيل برايسون هو سياسي أسترالي، ولد في 24 فبراير 1898 في Maldon, Victoria ‏ في أستراليا، وتوفي في 2 مارس 1973 في كوبورغ ‏ في أستراليا. نشط حزبياً في حزب العمال الأسترالي. وقد انتخب عضو مجلس النواب الأسترالي ‏ عن دائرة Division of Wills ‏ (10 ديسمبر 1949 – 10 ديسمبر 1955) وانتخب عضو مجلس النواب الأسترالي ‏ عن دائرة Division of Bourke ‏ (21 أغسطس 1943 – 28 سبتمبر 1946).